# اولاراتوماب
اولاراتوماب (انگلیسی: Olaratumab؛ تلفظ انگلیسی: آلاراتومَـب) یک پادتن تک‌تیره است که توسط شرکت ایلای لی‌لی جهت درمان برخی انواع تومور ساخته شده‌است. این دارو آنتاگونیست «گیرندهٔ فاکتور رشد مشتق از پلاکت آلفا» است.

## موارد استفاده
این دارو در ترکیب با دوکسورابیسین جهت درمانِ سارکوم بافت نرم بالغین که قابل جراحی یا پرتودرمانی نباشد؛ یا آنهایی که قبلاً هیچگونه درمانی دریافت نکرده‌اند، به‌کار می‌رود. در یک آزمایش تصادفی کنترل‌شده بر روی ۱۳۳ بیمار مبتلا به سارکوم بافت نرم، این ترکیب دارویی، میانه بقای عاری از بیماری را در مقایسه با دوکسورابیسین به‌تنهایی، از ۴٫۱ به ۶٫۶ ماه رساند که البته پی-مقدار آن ۰٫۰۶۱۵ بود (کمی کمتر از حد لازم جهت معناداری آماری) و میزان بقاء را از ۱۴٫۷ به ۲۶٫۵ ماه رساند. (پی-مقدار = ۰٫۰۰۰۳؛ کاملاً معنادار)

## موارد منع مصرف
این دارو هیچگونه منع مصرفی بجز حساسیت به دارو ندارد.

## عوارض جانبی
در مطالعات انجام‌شده، مهمترین عارضهٔ جانبیِ ترکیب اولاراتوماب/دوکسورابیسین، نوتروپنی بوده که نوع ۳ تا ۴ آن در ۵۵٪ بیماران دیده شده‌است. دردهای اسکلتی-عضلانی درجه ۳ تا ۴ در ۸٪ بیماران وجود دارد. عوارض جانبی خفیف‌تر دیگر عبارتند از: لنفوپنی، سردرد، اسهال، تهوع، استفراغ، التهاب مخاط (موکوزیت) و بروز حساسیت موضعی در محل تزریق.

## تداخل دارویی
این دارو هیچگونه تداخل فارماکوکینتیک با دوکسورابیسین ندارد و چون یک پادتن تک‌تیره است توسط سیتوکروم پی ۴۵۰ کبدی تجزیه نمی‌شود و عبور تراغشایی هم ندارد. در نتیجه انتظار نمی‌رود که با هیچ داروی دیگری هم تداخل اثر داشته باشد.

## داروشناسی

### مکانیسم اثر
این دارو از طریقه مسدود کردنِ «گیرندهٔ فاکتور رشد مشتق از پلاکت آلفا» که نوعی تیروزین کیناز است، عمل می‌کند.

### فارماکوکینتیک
اولاراتوماب پس از تزریق وریدی، حجم توزیعی معادل ۷٫۷ لیتر در حالت پایا دارد و نیمه‌عمرش معادل ۱۱ روز است.

## تاریخچه
سازمان غذا و دارو آمریکا در اکتبر ۲۰۱۶ میلادی این دارو را در ترکیب با دوکسورابیسین جهت درمانِ برخی انواعِ سارکوم بافت نرم بالغین تأیید کرد.